# Cryophlebia aucklandensis
Cryophlebia aucklandensis is een haft uit de familie Leptophlebiidae. De wetenschappelijke naam van de soort is voor het eerst geldig gepubliceerd in 1971 door Peters.
De soort komt voor in het Australaziatisch gebied.